# Пфинская культура
Пфинская культура, или Культура Пфин — археологическая культура, названная по городку Пфин в швейцарском кантоне Тургау, существовала в предгорьях Альп в период раннего неолита, около 3900 — 3500 гг. до н. э. Является локальным вариантом культуры воронковидных кубков.
Пфинская культура использовала медь — как для украшений, так и для изготовления орудий (обухов топоров). Топор Отци — мумифицированного человека из Альп — лишь незначительно отличается от топоров пфинской культуры.

## Возникновение и развитие
Пфинская культура возникла на южной оконечности поздней михельсбергской культуры, а в районе Бодензее наследует хорнштаадской культуре. Также пфинская культура распространялась на восток Швейцарии, где на берегу Цюрихского озера она сменила культуру Кортайо. В Верхней Швабии существовала переходная пфинско-альтхаймская культура на границе с альтхаймской культурой в южной Баварии. После 3500 г. до н. э. в пфинской культуре заметно влияние баденской культуры (стадия Болераз). Находки из слоя III в раскопе Арбон-Бляйхе (около 3380 г. до н. э.) в Арбоне говорят, по-видимому, о миграции из области нижней Австрии/Словакии/Западной Венгрии: селение делилось на две половины, в которых имелись чёткие различия в способе хозяйства, что можно объяснить тем, что в одной из половин жили мигранты. В некоторых находках последующей хоргенской культуры заметно влияние восточной оконечности пфинской культуры.

## Быт
Жилища пфинской культуры сооружались на сваях у воды. Такой метод строительства был характерен и для ряда других альпийских культур, например, культуры Мондзее.
Типичной для пфинской культуры является керамика с плоским дном и незначительным количеством украшений.
Лучше всего исследовано археологами поселение Нидервиль (Niederwil) в общине Гахнанг.

## Массовая культура
В 2007 г. швейцарское телевидение показало сериал-реконструкцию, участники которого изображали жителей пфинской культуры в реконструированных свайных жилищах той эпохи.